# Herbeys
Herbeys – miejscowość i gmina we Francji, w regionie Owernia-Rodan-Alpy, w departamencie Isère.
Według danych na rok 1990 gminę zamieszkiwało 1086 osób, a gęstość zaludnienia wynosiła 140 osób/km² (wśród 2880 gmin regionu Rodan-Alpy Herbeys plasuje się na 734. miejscu pod względem liczby ludności, natomiast pod względem powierzchni na miejscu 1298.).